# Jonathan Groff
Jonathan Groff   (Lancaster, 26 de març de 1985) és un actor i cantant estatunidenc. És conegut per les seves actuacions a l'escenari, a la gran pantalla i a la televisió. Groff ha estat nominat dues vegades als Premis Tony i al Drama League i una vegada als Premis Drama Desk i una altra als Primetime Emmy, a més de rebre un Premi Grammy.
Groff va destacar el 2006 gràcies a la seva actuació com a Melchior Gabor en la producció original de Broadway del musical Spring Awakening, per la qual va rebre una nominació als Tony en la categoria de Millor actor de musical, convertint-se en un dels nominats més joves, a l'edat de 21 anys. El 2015 va tornar a Broadway per interpretar al Rei George III en el musical Hamilton, actuació que li va valdre la seva segona nominació a un Tony, aquesta vegada per a Millor actor de repartiment de musical. També va participar en la gravació original de Broadway de l'àlbum del musical i, gràcies a això, va rebre el Premi Grammy pel Millor àlbum de teatre musical. Per la seva actuació a la versió gravada de Hamilton a Disney+, va rebre una nominació a un Premi Primetime Emmy al Millor actor en una minisèrie o pel·lícula per a televisió.
També va destacar pels seus papers a televisió i cinema. A la sèrie musical Glee, Groff va ser un actor convidat recurrent i interpretava a Jesse St. James. Ha donat veu a en Kristoff i a l'Sven de la franquícia de Frozen, incloent les pel·lícules Frozen (2013) i Frozen II (2019). Groff també és conegut per la seva actuació com a Holden Ford, un agent del FBI, en la sèrie de Netflix Mindhunter (2017–2019).
Recentment, Groff, ha protagonitzat la pel·lícula The Matrix Resurrections en el paper de Smith, substituint a Hugo Weaving, qui va interpretar al personatge en la trilogia original de Matrix.

## Primers anys i educació
Jonathan Drew Groff va néixer a Lancaster, Pennsilvània, el 26 de març de 1985. La seva mare, la Julie, és professora d'educació física i el seu pare, Jim Groff, és un entrenador de cavalls.
L'actor va saber que volia dedicar-se a interpretar i cantar des que quan era petit va veure a Julie Andrews donar vida a Mary Poppins i es va enamorar de la seva actuació. Groff diu que Sutton Foster va ser una de les influències més grans durant la seva infantesa i, a més a més, esperava a la porta del teatre per aconseguir el seu autògraf. Durant la primària i la secundària, Groff va unir-se als departament de teatre i va ser quan va saber que volia començar la seva carrera teatral. Durant la seva adolescència, Groff va participar en produccions realitzades a Lancaster. Als disset anys, va dirigir i protagonitzar You're a Good Man, de Charlie Brown, al festival de teatre de la seva escola secundària.
Groff es va graduar de la Conestoga Valley High School l'any 2003 i tenia intenció d'estudiar a la Universitat Carnegie Mellon, però va aplaçar l'inici quan va ser contractat per fer una gira de The Sound of Music. Després del tour, es va mudar a Nova York per tal de començar la seva carrera.

## Carrera

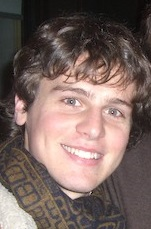
Groff el 2006.

### 2005–2009: Inicis de carrera iSpring Awakening
L'any 2005, Groff va aconseguir la seva acreditació de la Actors' Equity Association gràcies a la seva participació en el musical Fame al Teatre North Shoe Music, en el qual va interpretar a Nizk Piazza. Aquell mateix any, va fer el seu debut a Broadway quan va ser el substitut del paper protagonista (interpretat per Christopher Hanke), swing i "Dance Captain" en el musical In My Life, de Joseph Brooks. La producció es va estrenar el 20 d'octubre i va acabar l'11 de setembre de 2005 després de 61 actuacions, i no va tenir bona rebuda per part de la crítica.
El salt a la fama el va fer l'any 2006 quan va donar vida a Melchior Gabor, el personatge principal del musical rock Spring Awakening, el qual és una adaptació de l'obra de teatre original de 1891 del mateix nom escrita per Frank Wedekind i va ser dirigida per Michael Mayer. Groff va ser escollit durant el taller del musical juntament amb Lea Michele, John Gallagher Jr. i la resta del repartiment original de Broadway. La producció va traslladar-se a l'Atlantic Theater Compapy per començar a l'Off-Broadway des del 19 de maig fins al 5 d'agost de 2006, abans de canviar a Broadway. Durant la producció de Broadway al Eugene O'Neill Theatre, Groff va actuar en el paper protagonista des de l'estrena, el 10 de desembre de 2006, fins al 18 de maig de 2008, quan va deixar la producció juntament amb Lea Michele. El musical va ser molt ben rebut i va estar nominat a onze premis en la 61a gala dels Premis Tony i en va guanyar vuit, entre ells el de Millor musical. El musical també va guanyar el Grammy al Millor àlbum de teatre musical. Groff va ser nominat a un Premi Drama Desk, a un Drama League i a un Tony a millor actor de musical per al seva actuació. Va rebre un Premi Theatre World per la millor actuació debut.
El 2007, Groff va interpretar a Henry Mackler, un personatge recurrent del serial de televisió One Life to Live. El novembre d'aquell mateix any, va ser escollit per aparèixer a la sèrie Pretty/Handsome, dirigida i escrita per Ryan Murphy, de la qual es va gravar el pilot, però no va continuar endavant.
Del 22 de juliol fins al 31 d'agost de 2008, Groff va donar vida a Claude, el protagonista del musical de rock Hair, el qual va estar dirigit per Diane Paulus. Tot i que li van oferir reprendre el paper en la producció de Broadway, Groff va renunciar per tal de poder fer el seu debut a la gran pantalla. El 2009, va aparèixer en el paper de Michael Lang a la pel·lícula Taking Woodstock, dirigida per Ang Lee. Entre el 14 de novembre fins al 21 de desembre de 2008, Groff va aparèixer com a Billy Noone, un soldat lluitant a Iraq i que és gai però encara no ha sortit de l'armari, en l'obra de l'Off-Broadway Prayer for My Enemy, escrita per Craig Lucas. La producció va ser dirigida per Barlett SHer i es va interpretar a Playwright Horizons. Per aquestes dues actuacions, el 2009, va rebre un Premi Obie. Juntament amb Anthony Mackie, va protagonitzar The Bacchae entre l'11 d'agost i el 30 d'agost de 2009; la producció va ser dirigida per JoAnne Akalaitis.

### 2010–2015:Glee,FrozeniHamilton

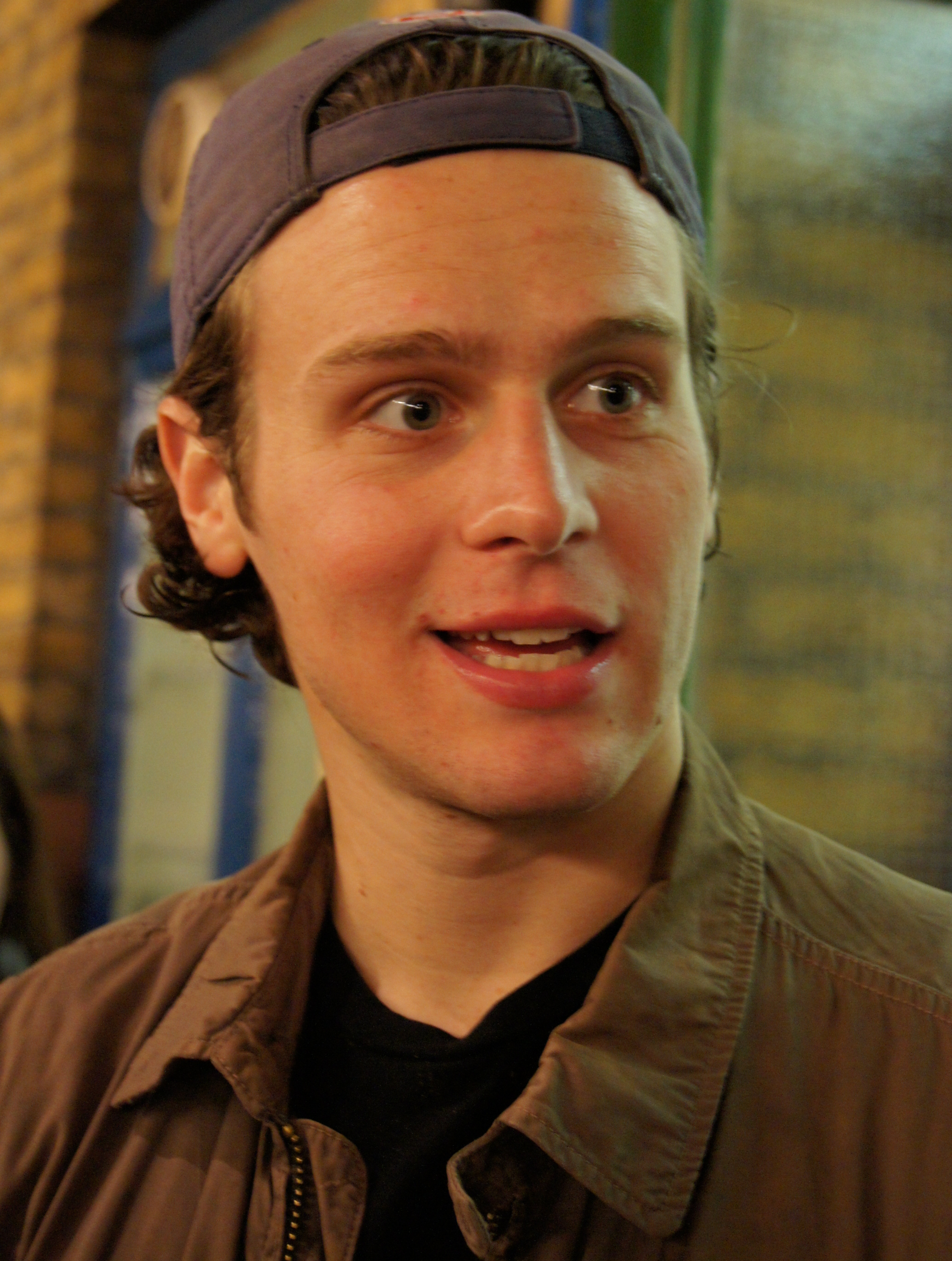
Groff el 2010.

Començant el 2010, Groff va donar-se a conèixer encara més quan va aparèixer com a estrella recurrent a la sèrie de comèdia musical Glee, en la qual interpretava a Jesse St. James, el cantant principal d'un grup de cant contrari i també l'interès amorós de Rachel Berry, interpretada per Lea Michele. Va aparèixer en un total de quinze episodis, repartits entre la primera, segona, tercera i sisena temporada de la sèrie. Groff va aparèixer en quatre bandes sonores de la sèrie i va fer una aparició especial a la gira de "Glee Live! In Concert", juntament amb Michele al Gibson Amphitheatre (Los Angeles, Califòrnia).
Des del 21 d'agost de 2010 fins al 15 de gener de 2011, Groff va fer el seu debut al West End, a Londres, amb el revival de Deathtrap, una obra escrita per Ira Levin i dirigida per Matthew Warchis al Teatre Noël Coward. L'obra va ser ben rebuda per la crítica, The Spectator va descriure l'actuació de Groff com a "magnètica" i molt carismàtica, però va trobar que la relació entre el professor i l'alumne era poc convincent. Aquell mateix anys, Groff també va protagonitzar l'obra The Submission, de Jeff Talbot, a l'Off-Broadway en el paper de Danny Larsen. La producció va ser dirigida per Walter Bobbie i es va interpretar al Teatre Lucille Lortel entre el 8 de setembre i el 22 d'octubre de 2011. En general, l'obra va rebre crítiques positives, a l'igual que l'actuació de Groff.
Des de l'agost fins a l'octubre de 2012, Gorff va aparèixer com a Ian Todd, un polític sense escrúpols, durant la segona i última temporada de la sèrie de Starz Boss. La sèrie no va ser renovada per una nova temporada ja que tenia poc audiència. Entre l'1 d'agost de 2012 i el 9 de setembre del mateix anys, Groff va aparèixer, juntament amb Alfred Molina, a l'obra de teatre de John Logan Red en el paper de Ken, un assistent. La producció va ser dirigida per Matthew Warchus i es va interpretar al Center Theratre Group. Tant Groff com Molina, van reprendre els seus papers durant 6 actuacions al L.A. Theatre Works.
El 2013, Groff va protagonitzar la pel·lícula de comèdia dramàtica C.O.G., basada en el recull d'assaigs de David Sedaris Naked. A la pel·lícula, Groff interprea a David, mínimament basat en el mateix Sedaris, un home jove gai reprimit que es trasllada a Oregon per trobar un nou propòsit de vida. La pel·lícula va ser dirigida i escrita per Kyle Patrick Alvarez, va ser estrenada el 20 de gener de 2013 al Festival de Cinema de Sundance i va ser estrenada a cinemes el 20 de setembre del mateix any i, generalment, va rebre crítiques positives. L'11 de juny de 2013, Groff va interpretar a Frederic, un pirata aprenent, en la interpretació d'una única nit de l'òpera The Pirates of Penzance. La producció va ser dirigida per Ted Sperling i va ser interpretada al Teatre Delacorte. A l'obra també hi van participar actors com Kevin Kline, Martin Short i Glenn Close.
El 2013, Groff va donar veu a Kristoff, l'interès amorós de l'Anna, i l'Sven, el ren d'en Kristoff a la pel·lícula animada de Disney Frozen, juntament amb Idina Menzel, Kristen Bell i Josh Gad. La pel·lícula va ser estrenada el 19 de novembre de 2013 i va guanyar l'Oscar, el Globus d'Or i el BAFTA a Millor pel·lícula animada. Frozen també es va convertir en la pel·lícula animada que més diners ha recaptat, la quinzena pel·lícula amb més recaptació i la pel·lícula més taquillera del 2013. Grof va reprendre el seu paper pel curt Frozen Fever que va ser estrenat el 13 de març de 2015.
Entre 2014 i 2015, Groff va protagonitzar la sèrie de comèdia dramàtica de HBO Looking en el paper de Patrick Murray, un desenvolupador de videojocs gai. La sèrie va ser creada per Michael Lannan i va ser la primera sèrie de HBO que es centrava en la vida d'homes gai, en concret les relacions d'un grup d'homes gai i les seves relacions amoroses. La representació dels personatges LGTBQ+ i les seves experiències de la sèrie van ser elogiades. Tot i així, la sèrie va ser cancel·lada després de dues temporades a causa de la baixa audiència. La cadena de televisió va iniciar la producció d'una pel·lícula per tal de poder tancar el fil narratiu de la sèrie. La pel·lícula va ser estrenada a HBO el 23 de juliol de 2016. L'actuació de Groff va ser ben rebuda per la crítica i un crític de The New York Times va descriure la seva actuació com a "excel·lent".
Groff va interpretar a Craig Donner a The Normal Heart, una pel·lícula dirigida per Ryan Murphy que és una adaptació de l'obra autobiogràfica de Larry Kramer, la qual representa la pandèmia de SIDA a Nova York durant els anys 80. A la pel·lícula hi va aparèixer juntament amb Mark Ruffalo, Matt Bomer, Alfred Molina i Julia Roberts, entre d'altres. The Normal Heart va ser estrenada el 25 de maig de 2014 i va guanyar el Premi de la Crítica Televisiva a Millor pel·lícula i el Premi Primetime Emmy a Millor pel·lícula de Televisió.
El 19 de maig de 2015, Groff va tornar als escenaris londinencs per protagonitzar com a J. Pierrepont Finch en el musical How to Succeed in Business Without Really Trying, el qual només es va interpretar una vegada. Entre el 24 i el 27 de juny de 2015, Groff també va aparèixer com a Gordon Schwinn al musical A New Brain. La producció va ser dirigida per James Lapine i Groff va actuar juntament amb Aaron Lazar, Dan Fogler i Ana Gasteyer.
El 3 de març de 2015, Groff va unir-se al repartiment del musical d'èxit Hamilton, de Lin-Manuel Miranda i dirigit per Thomas Kail, substituint a Brian D'Arcy James en el paper de Rei George III. Groff va interpretar al personatge durant les últimes funcions a l'Off-Broadway i va reprendre el paper en la producció de Broadway, en la qual s'hi va estar des del 13 de juliol de 2015 fins al 9 d'abril de 2016. La seva actuació va ser molt ben rebuda per la crítica i per l'audiència, a l'igual que ho va ser el musical. Hamilton va ser un èxit i va aconseguir un rècord de setze nominacions als Premis Tony i en va guanyar 11, entre ells el de Millor Musical, i també va rebre vuit Premis Drama Desk. Juntament amb el repartiment original de Broadway, Groff va rebre el Grammy al millor àlbum de teatre musical. A més a més, per la seva actuació, va ser nominat al Tony al millor actor de repartiment.

### 2016–present:Mindhunter,Little Shop of Horrors,Frozen IIiThe Matrix Resurrections
El març de 2016 es va anunciar que Groff s'havia unit al repartiment de la sèrie de Netflix Mindhunter, creada per Joe Penhall i amb David Fincher i Charlize Theron com a productors executius. La sèrie va ser estrenada a la plataforma de Netflix a l'octubre de 2017 i Groff interpreta a l'agent del FBI Holden Ford, un analista d'assassins en sèrie a la Unitat d'Anàlisi de Conducta i que investiga criminals en sèrie reals i casos d'assassinat. El seu personatge està mínimament basat en l'agent real del FBI John E. Douglas, un dels primers analistes criminals del FBI. Groff co-protagonitza la sèrie juntament amb Holt McCallany i Anna Torv, amb els quals també va aparèixer durant la segona temporada, la qual va ser estrenada el 16 d'agost de 2019. Les dues temporades i l'actuació de Groff han sigut ben rebudes per la crítica i, per la seva actuació, Groff va rebre el Satellite a millor actor en una sèrie dramàtica. Tot i l'èxit la sèrie, la producció de la tercera temporada, ha estat aturada indefinidament ja que Fincher, productor i director de bona part de la sèrie, ha escollit centrar-se en altres projectes, tot i així, ha dit que en un futur potser tornaria a agafar el projecte.
El juliol de 2017, Groff, en el paper de Jase i juntament amb Jessie Shelton, va protagonitzar 36 Questions, el primer podcast musical, escrit i compost per Chris Littler i Ellen Winter. Està basat en l'article de The New York Times "The 36 Questions That Lead to Love" i en un estudi psicològic del 1997. 36 Questions segueix a un home i una dona que intenten salvar el seu matrimoni a través de les 36 preguntes. El podcast va estar dividit en tres actes de 50 minuts i van ser publicats per Two-Up Productions.
El 23 de juliol de 2017, Groff va actuar en el concert simfònic d'una única nit de Sondheim on Sondheim a la Hollywood Bowl. Entre el 20 i el 22 de gener de 2018, va aparèixer com el personatge principal de la producció de l'Off-Broadway de The Bobby Darin Story, un concert de tres dies que explica la vida del cantant dels anys 50 Bobby Darin. La producció va ser dirigida per Alex Timbers i va rebre bones crítiques, tant per l'espectacle com per l'actuació de Groff.
Entre el 17 de setembre de 2019 i el 19 de gener del 2020, Groff, juntament amb Christian Borle i Tammy Blanchard, va protagonitzar el revival de l'Off-Broadway de Little Shop of Horrors al Westside Theatre en el paper de Seymour Krelborn, un florista que fa créixer una planta amb ganes de carn humana. El revival, dirigit per Michael Mayer, va rebre grans elogis; The Hollywood Reporter va dir que Groff no havia estat "mai millor... divertit, carinyós i una gran veu" i que "desapareix en un paper pel qual va néixer per interpretar". Groff va ser nominat al Grammy de millor àlbum teatral com a part de la gravació de l'àlbum del repartiment original. També va guanyar el Premi Outer Critics Circle i una nominació als premis Lucille Lortel i als Drama League per la seva actuació.
El novembre de 2019, Groff va reprendre el seu paper de Kristoff en la pel·lícula seqüela Frozen II, cantant una cançó ell sol titulada "Lost in the Woods". El gener de 2020, Frozen II va sobrepassar la primera pel·lícula, convertint-se així, en la pel·lícula animada que més ha recaptat. El 2017, també va reprendre el seu paper, però aquesta vegada per participar en el curtmetratge Olaf's Frozen Adventure i pel videojoc Kingdom Hearts III el 2019.
L'actuació de Groff a Broadway com a Rei George III al musical Hamilton va aparèixer a la pel·lícula de Diseny+ estrenada el 3 de juliol del 2020. La pel·lícula del musical va rebre bones crítiques i va estar nominada al Globus d'Or a la millor pel·lícula musical o còmica. Per la seva actuació, Groff va rebre una nominació a l'Emmy al millor actor secundari en una minisèrie o pel·lícula per a televisió. El desembre de 2020, es va anunciar que Groff s'havia unit al repartiment de Invincible en el paper de Rick Sheridan, una sèrie animada de super-herois d'Amazon Prime Video basada en els còmics creats per Robert Kirkman. La primera temporada va ser estrenada el març del 2021 i a l'abril de 2021, la sèrie va ser renovada per una segona i tercera temporada.
El desembre de 2019 es va anunciar que Groff s'uniria al repartiment de The Matrix Resurrections, la quarta pel·lícula de la saga de The Matrix, juntament amb Keanu Reeves, Carrie-Anne Moss i Yayha Adbul-Mateen II. La pel·lícula va ser estrenada a cinemes i HBO Max el 22 de desembre de 2021 i Groff va interpretar a l'Agent Smith, abans interpretat per Hugo Weaving.
El 2021 es va anunciar que Groff seria el productor executiu d'un documental que segueix la reunió després de 15 anys del repartiment original de Spring Awakening a Broadway. El documental, amb el títol Spring Awakening: Those You've Known va ser estrenat el 3 de maig de 2022 a HBO.

#### Pròxims projectes
El novembre de 2020, Deadline Hollywood va anunciar que Groff protagonitzaria la pel·lícula musical Molly and the Moon juntament amb Kristen Bell, amb qui també va aparèixer a Frozen. El març de 2021, Netflix va anunciar que Groff participaria a la sèrie d'animació i imatge real Lost Ollie, dirigida per Peter Ramsey i basada en Ollie's Odyssey, un llibre de Brandon Oldenburg. Groff donarà veu a l'Ollie, el personatge principal de la sèrie, una joguina perduda que busca al nen que el va perdre. El març de 2022, Deadline Hollywood va anunciar que Groff havia apareixeria a la pròxima pel·lícula de M. Night Shyamalan Knock at the Cabin.

## Vida personal
Quan tenia poc més de vint anys li van diagnosticar un melanoma i va recórrer a la cirurgia per eliminar-lo. No té cap perfil a les xarxes socials ja que diu que amb només el missatges ja mira molt el telèfon mòbil i que, amb les xarxes socials, encara el miraria més. El 2019, Groff va comprar una casa al costat de la granja de cavalls del seu pare a Christiana, Pennsilvània, on viu a temps parcial.

### Activisme LGBTIQ+
Groff va sortir de l'armari com a gai quan un periodista de Boradway.com li va preguntar durant la National Equality March l'octubre del 2009. Més tard, va compartir la seva experiència en sortir de l'armari, explicant el dolor d'estar tancar i el saber que parlar sobre la seva sexualitat li podria portar conseqüències negatives a la seva carrera. També ha dit que valora molt poder ser un model a seguir per a persones joves i ha defensat la importància de compartir històries de sortir de l'armari.
L'abril de 2015, Groff va rebre el Premi Point Horizon de la Point Foundation en honor al seu suport a la comunitat LGBTQIA. El desembre d'aquell mateix any, va rebre el Premi Baryard Rustin de la Equality Pennsylvania que "reconeix un Pennsilvanià que està continuant fent feina per assegurar-se que la comunitat LGBT serà visible, acceptada i celebrada en la nostra societat".

### Relacions
El 2009, Groff va estar en una relació amb l'actor Gavin Creel. Groff va estar en una relació amb l'actor Zachary Quinto, la parella va confirmar la seva relació el setembre de 2012 i a mitjans de 2013 es va confirmar que la parella s'havia separat. Des del 2018 i el 2020 va sortir amb el coreògraf neozelandès Corey Baker.

## Crèdits
| † | Indica que la pel·lícula, sèrie o producció encara no ha estat estrenada. |

### Pel·lícules
| Any  | Títol                      | Paper                        | Notes                                    | Ref.            |
| ---- | -------------------------- | ---------------------------- | ---------------------------------------- | --------------- |
| 2009 | Taking Woodstock           | Michael Lang                 |                                          | [ 25 ]          |
| 2010 | Twelve Thirty              | Jeff                         |                                          | [ 141 ]         |
| 2010 | The Conspirator            | Louis Weichmann              |                                          | [ 142 ]         |
| 2013 | C.O.G.                     | David                        |                                          | [ 45 ]          |
| 2013 | Frozen: El regne del gel   | Kristoff i Sven (veu)        |                                          | [ 50 ]          |
| 2014 | Russian Broadway Shut Down | Nikolai the Athlete          | Curtmetratge                             | [ 143 ]         |
| 2014 | Sophie                     | Ben                          | Curtmetratge                             | [ 144 ]         |
| 2014 | American Sniper            | Mads                         |                                          | [ 145 ]         |
| 2015 | Frozen Fever               | Kristoff (veu)               | Curtmetratge                             | [ 54 ]          |
| 2017 | Olaf's Frozen Adventure    | Kristoff (veu)               | Curtmetratge                             | [ 108 ]         |
| 2019 | Frozen II                  | Kristoff (veu)               |                                          | [ 146 ]         |
| 2020 | Hamilton                   | Rei Jordi III del Regne Unit | Gravació del musical de Broadway de 2016 | [ 147 ]         |
| 2021 | The Matrix Resurrections   | Smith                        |                                          | [ 115 ]         |
| 2023 | Knock at the Cabin         | Eric                         |                                          | [ 123 ] [ 148 ] |
| 2023 | Molly and the Moon †       | Brian                        | Preproducció                             | [ 120 ]         |

### Televisió
| Any       | Títol                                | Paper                           | Notes                              | Ref.    |
| --------- | ------------------------------------ | ------------------------------- | ---------------------------------- | ------- |
| 2007      | One Life to Live                     | Henry Mackler                   | 11 episodis                        | [ 19 ]  |
| 2008      | Pretty/Handsome                      | Patrick Fitzpayne               | Pilot no emès                      | [ 20 ]  |
| 2010–2015 | Glee                                 | Jesse St. James                 | Recurrent; 15 episodis             | [ 32 ]  |
| 2012      | The Good Wife                        | Jimmy Fellner                   | Episodi: "Live from Damascus"      | [ 149 ] |
| 2012      | Boss                                 | Ian Todd                        | Repartiment principal; 10 episodis | [ 40 ]  |
| 2014–2015 | Looking                              | Patrick Murray                  | Protagonista; 18 episodis          | [ 150 ] |
| 2014      | The Normal Heart                     | Craig Donner                    | Pel·lícula de televisió            | [ 63 ]  |
| 2016      | Looking: The Movie                   | Patrick Murray                  | Pel·lícula de televisió            | [ 58 ]  |
| 2016      | LEGO Frozen Northern Lights          | Kristoff (veu)                  | Especial de televisió              | [ 151 ] |
| 2017–2019 | Mindhunter                           | Holden Ford                     | Protagonista; 19 episodis          | [ 83 ]  |
| 2018      | Els Simpson                          | Actor interpretant a Bart (veu) | Episodi: "Bart's Not Dead"         | [ 152 ] |
| 2021      | Invincible                           | Rick Sheridan (veu)             | Episodi: "You Look Kinda Dead"     | [ 153 ] |
| 2022      | And Just Like That…                  | Dr. Paul David                  | Episodi: "Diwali"                  | [ 154 ] |
| 2022      | Life & Beth                          | Travis                          | Episodi: "Pancakes"                | [ 155 ] |
| 2022      | Spring Awakening: Those You've Known | Ell mateix                      | Documental; productor executiu     | [ 156 ] |
| 2022      | Lost Ollie                           | Ollie (veu)                     |                                    | [ 122 ] |

### Teatre
| Any       | Producció                                        | Paper                         | Notes                                                | Ref.    |
| --------- | ------------------------------------------------ | ----------------------------- | ---------------------------------------------------- | ------- |
| 2002      | Honk!                                            | Ugly                          | The Ephrata Performing Arts Center                   | [ 157 ] |
| 2004      | Bat Boy: The Musical                             | Bat Boy                       | The Ephrata Performing Arts Center                   | [ 157 ] |
| 2005      | Fame                                             | Nick Piazza                   | Teatre North Shore Music                             | [ 10 ]  |
| 2005      | In My Life                                       | Substitut • Swing             | Teatre Music Box • Broadway • Debut a Broadway       | [ 158 ] |
| 2006      | Spring Awakening                                 | Melchior Gabor                | Atlantic Theater Company • Off-Broadway              | [ 159 ] |
| 2006–2008 | Spring Awakening                                 | Melchior Gabor                | Teatre Eugene O'Neill • Broadway                     | [ 160 ] |
| 2007      | Hair                                             | Claude Hooper Bukowski        | Teatre Delacorte                                     | [ 22 ]  |
| 2008      | Prayer for My Enemy                              | Billy Noone                   | Playwrights Horizons • Off-Broadway                  | [ 27 ]  |
| 2009      | The Singing Forest                               | Gray Korankyi • Walter Rieman | The Public Theater • Off-Broadway                    | [ 161 ] |
| 2009      | The Bacchae                                      | Dionysus                      | Teatre Delacorte                                     | [ 31 ]  |
| 2010–11   | Deathtrap                                        | Clifford Anderson             | Teatre Noël Cowarde • West End (Londres, Regne Unit) | [ 35 ]  |
| 2011      | The Submission                                   | Danny Larsen                  | MCC Theater • Off-Broadway                           | [ 37 ]  |
| 2012      | Red                                              | Ken                           | Mark Taper Forum                                     | [ 43 ]  |
| 2013      | Red                                              | Ken                           | L.A. Theatre Works                                   | [ 44 ]  |
| 2013      | The Pirates of Penzance                          | Frederic                      | Teatre Delacorte                                     | [ 48 ]  |
| 2015      | How to Succeed in Business Without Really Trying | J. Pierrepont Finch           | Royal Festival Hall • West End (Londres, Regne Unit) | [ 68 ]  |
| 2015      | Hamilton                                         | Rei George III                | The Public Theater • Off-Broadway                    | [ 71 ]  |
| 2015      | A New Brain                                      | Gordon Michael Schwinn        | New York City Center • Lincoln Center                | [ 69 ]  |
| 2015–2016 | Hamilton                                         | Rei George III                | Teatre Richard Rodgers • Broadway                    | [ 73 ]  |
| 2017      | Hair                                             | Claude Hooper Bukowski        | Jazz at Lincoln Center • Lincoln Center              | [ 162 ] |
| 2017      | Sondheim on Sondheim                             | Intèrpret                     | Hollywood Bowl                                       | [ 95 ]  |
| 2018      | The Bobby Darin Story                            | Bobby Darin                   | 92nd Street Y • Off-Broadway                         | [ 96 ]  |
| 2019–2020 | Little Shop of Horrors                           | Seymour Krelborn              | Teatre Westside • Off-Broadway                       | [ 100 ] |

### Internet
| Any  | Títol                          | Paper      | Notes                                        | Ref.    |
| ---- | ------------------------------ | ---------- | -------------------------------------------- | ------- |
| 2008 | The Battery's Down             | Ell mateix | Websèrie · Episodi:"The Big Apple"           | [ 163 ] |
| 2009 | The Battery's Down             | Ell mateix | Websèrie · Episodi:"The Party's Over"        | [ 163 ] |
| 2015 | One True Pairing (Temporada 1) | Dennis     | Websèrie · Episodi: "What's 'Your' Nickname" | [ 164 ] |
| 2016 | One True Pairing (Temporada 2) | Dennis     | Websèrie · 4 episodis                        | [ 164 ] |
| 2017 | 36 Questions                   | Jase       | Podcast musical                              | [ 93 ]  |

### Videojocs
| Any  | Títol              | Paper de veu | Ref.    |
| ---- | ------------------ | ------------ | ------- |
| 2019 | Kingdom Hearts III | Kristoff     | [ 165 ] |

## Discografia

### Gravacions de repartiment
- 2006: Spring Awakening (Original Broadway Cast Recording)[166]
- 2010: Glee: The Music, The Power of Madonna[167]
- 2010: Glee: The Music, Volume 3 Showstoppers[168]
- 2010: Glee: The Music, Journey to Regionals[169]
- 2011: Glee: The Music, Volume 6[170]
- 2013: Frozen (Original Motion Picture Soundtrack)[171]
- 2015: Hamilton (Original Broadway Cast Recording)[172]
- 2016: A New Brain (2015 New York Cast Recording)[173]
- 2017: 36 Questions: Songs from Act 1 – EP[174]
- 2017: 36 Questions: Songs from Act 2 – EP[175]
- 2017: 36 Questions: Songs from Act 3 – EP[176]
- 2017: Olaf's Frozen Adventure[177]
- 2019: Frozen II (Original Motion Picture Soundtrack)[178]
- 2019: Little Shop of Horrors (The New Off-Broadway Cast Album)[179]

### Altres gravacions
- 2007: "Now" de Dreaming Wide Awake: The Music of Scott Alan[180]
- 2015: "Prayer" de A View from the River: 7 Songs de Will Van Dyke & Jeff Talbott[181]
- 2015: "Making Today a Perfect Day" de Frozen Fever[182]
- 2019: "I'll Be Home for Christmas" de Lea Michele[183]
- 2021: "Love me for an hour" de Some Lovers (World Premiere Recording)[184]

### Audiollibres
- 2008: Broadway Nights de Seth Rudetsky[185]
- 2013: Red de John Logan[186]
- 2015: Frozen Fever de VA[187]
- 2019: The Killer Across the Table de John E. Douglas, Mark Olshaker

### Senzills
| Any  | Títol                        | Àlbum                                       | Ref.    |
| ---- | ---------------------------- | ------------------------------------------- | ------- |
| 2010 | «Hello»                      | Glee: The Music, The Complete Season One    | [ 188 ] |
| 2010 | «Highway to Hell»            | Glee: The Music, The Complete Season One    | [ 188 ] |
| 2010 | «Like a Virgin»              | Glee: The Music, The Complete Season One    | [ 188 ] |
| 2010 | «Like a Prayer»              | Glee: The Music, The Complete Season One    | [ 188 ] |
| 2010 | «Burning Up»                 | Glee: The Music, The Complete Season One    | [ 188 ] |
| 2010 | «Run Joey Run»               | Glee: The Music, The Complete Season One    | [ 188 ] |
| 2010 | «Total Eclipse of the Heart» | Glee: The Music, The Complete Season One    | [ 188 ] |
| 2010 | «Bohemian Rhapsody»          | Glee: The Music, The Complete Season One    | [ 188 ] |
| 2010 | «Hello»                      | Glee: The Music, Vol. 3 - Showstoppers      | [ 189 ] |
| 2010 | «Total Eclipse of the Heart» | Glee: The Music, Vol. 3 - Showstoppers      | [ 189 ] |
| 2010 | «Like a Virgin»              | Glee: The Music, The Power of Madonna       | [ 190 ] |
| 2010 | «Like a Prayer»              | Glee: The Music, The Power of Madonna       | [ 190 ] |
| 2011 | «Rolling in the Deep»        | Glee: The Music, Volume 6                   | [ 191 ] |
| 2015 | «You'll Be Back»             | Hamilton (Original Broadway Cast Recording) | [ 192 ] |
| 2015 | «What Comes Next?»           | Hamilton (Original Broadway Cast Recording) | [ 192 ] |
| 2015 | «I Know Him»                 | Hamilton (Original Broadway Cast Recording) | [ 192 ] |

## Premis i nominacions
| Any  | Premis                                                      | Categoria                                                                    | Feina                  | Resultat   | Ref.            |
| ---- | ----------------------------------------------------------- | ---------------------------------------------------------------------------- | ---------------------- | ---------- | --------------- |
| 2007 | Premis Tony                                                 | Millor actor en un musical                                                   | Spring Awakening       | Nominat    | [ 193 ]         |
| 2007 | Premis Drama Desk                                           | Millor actor en un musical                                                   | Spring Awakening       | Nominat    | [ 194 ]         |
| 2007 | Premis Drama League                                         | Actuació destacada                                                           | Spring Awakening       | Nominat    | [ 195 ]         |
| 2007 | Premis Theatre World                                        | Millor actuació debut                                                        | Spring Awakening       | Guanyador  | [ 196 ]         |
| 2007 | Premis Broadway.com Audience Choice                         | Actor preferit de musical de Broadway                                        | Spring Awakening       | Guanyador  | [ 197 ]         |
| 2007 | Premis Broadway.com Audience Choice                         | Actuació debut preferida                                                     | Spring Awakening       | Guanyador  | [ 197 ]         |
| 2007 | Premis Broadway.com Audience Choice                         | Parella preferida a l'escenari (compartit amb Lea Michele)                   | Spring Awakening       | Guanyador  | [ 197 ]         |
| 2007 | Premis Broadway.com Audience Choice                         | Repartiment preferit (compartit amb el repartiment)                          | Spring Awakening       | Guanyador  | [ 197 ]         |
| 2008 | Premis Grammy                                               | Millor àlbum de teatre musical                                               | Spring Awakening       | Guanyador  | [ 198 ]         |
| 2009 | Premis Obie                                                 | Millor actuació                                                              | Prayer for My Enemy    | Guanyador  | [ 29 ]          |
| 2011 | Premis WhatsOnStage                                         | Nouvingut a Londres de l'any                                                 | Red                    | Guanyador  | [ 199 ]         |
| 2013 | Premis Behind the Voice Actors People's Choice Voice Acting | Millor actuació de veu en un paper secundari de pel·lícula                   | Frozen                 | Nominat    | [ 200 ]         |
| 2013 | Premis Behind the Voice Actors People's Choice Voice Acting | Millor repartiment vocal en una pel·lícula                                   | Frozen                 | Guanyador  | [ 200 ]         |
| 2014 | Premis Gold Derby TV                                        | Millor actor de comèdia                                                      | Looking                | Nominat    | [ 201 ]         |
| 2014 | Premis EWwy                                                 | Millor actor de comèdia                                                      | Looking                | Nominat    | [ 202 ]         |
| 2014 | Premis NewNowNext                                           | Millor actor de televisió nou                                                | Looking                | Guanyador  | [ 203 ] [ 204 ] |
| 2015 | Premis Gold Derby TV                                        | Millor actor de comèdia                                                      | Looking                | Nominat    | [ 205 ]         |
| 2015 | Premi Point Horizon                                         | Premi Point Horizon                                                          | Premi Point Horizon    | Guanyador  | [ 132 ]         |
| 2015 | Premi Bayard Rustin                                         | Premi Bayard Rustin                                                          | Premi Bayard Rustin    | Guanyador  | [ 133 ]         |
| 2015 | Premis CinEuphoria                                          | Millor repartiment – Competició Internacional                                | The Normal Heart       | Guanyador  | [ 206 ] [ 207 ] |
| 2016 | Premis Tony                                                 | Millor actor de repartiment en un musical                                    | Hamilton               | Nominat    | [ 208 ] [ 209 ] |
| 2016 | Premis Grammy                                               | Millor àlbum de teatre musical                                               | Hamilton               | Guanyador  |                 |
| 2016 | Premis Broadway.com Audience Choice                         | Actor de repartiment de musical preferit                                     | Hamilton               | Guanyador  | [ 211 ] [ 212 ] |
| 2016 | Premis Broadway.com Audience Choice                         | Actuació divertida preferida                                                 | Hamilton               | Guanyador  | [ 211 ] [ 212 ] |
| 2016 | Premis Broadway.com Audience Choice                         | Actuació diva preferida                                                      | Hamilton               | Guanyador  | [ 211 ] [ 212 ] |
| 2017 | Premis Out100                                               | Animador de l'any                                                            | Activisme LGBT         | Guanyador  | [ 213 ]         |
| 2017 | Premis Satellite                                            | Millor actor de drama                                                        | Mindhunter             | Guanyador  | [ 214 ]         |
| 2018 | Premis Dorian                                               | Actuació de televisió de l'any - Actor                                       | Mindhunter             | Nominat    | [ 215 ]         |
| 2020 | Premis Satellite                                            | Millor actor de drama                                                        | Mindhunter             | Nominat    | [ 216 ]         |
| 2020 | Premis Lucille Lortel                                       | Millor actor en un musical                                                   | Little Shop of Horrors | Nominat    | [ 217 ] [ 103 ] |
| 2020 | Premis Drama League                                         | Actuació destacada                                                           | Little Shop of Horrors | Nominat    | [ 218 ] [ 104 ] |
| 2020 | Premis Outer Critics Circle                                 | Millor actor protagonista en un musical                                      | Little Shop of Horrors | Homenatjat | [ 219 ]         |
| 2020 | Premis Grammy                                               | Millor àlbum de teatre musical                                               | Little Shop of Horrors | Nominat    | [ 220 ]         |
| 2021 | Premis Primetime Emmy                                       | Millor actor de repartiment en una minisèrie o sèrie antològica o pel·lícula | Hamilton               | Guanyador  | [ 221 ] [ 222 ] |